# ریبلاس
ریبلاس (به فرانسوی: Ruy Blas) نام یک کتاب ادبی است که توسط ویکتور هوگو، نویسندهٔ اهل فرانسه در سال ۱۸۳۸ نوشته شده‌است. این کتاب یکی از آثار مشهور ادبی جهان است.